# Andreas Berlin (regatista)
Andreas Berlin es un deportista alemán que compitió en vela en la clase Flying Dutchman. Ganó dos medallas en el Campeonato Mundial de Flying Dutchman, plata en 1999 y bronce en 2004.

## Palmarés internacional
| Campeonato Mundial | Campeonato Mundial          | Campeonato Mundial | Campeonato Mundial |
| Año                | Lugar                       | Medalla            | Clase              |
| ------------------ | --------------------------- | ------------------ | ------------------ |
| 1999               | Lee-on-Solent (Reino Unido) | Medalla de plata   | Flying Dutchman    |
| 2004               | Warnemünde (Alemania)       | Medalla de bronce  | Flying Dutchman    |